# 奧黛莉·麥斯翠
奧黛莉·麥斯翠（Audrey Mestre，1974年8月11日—2002年10月12日）是法國自由潛水的潛水員，也是女子世界紀錄保持人。她的丈夫皮平·費雷拉斯也是自由潛水的潛水員。奧黛莉·麥斯翠出生於聖但尼 (塞納-聖但尼省)。
奧黛莉·麥斯翠於2002年在自由潛水意外中喪生，當時她達到171公尺深。